# Трудное прощание
«Трудное прощание» (англ. The Hard Goodbye) — первый комикс в серии «Город грехов». До издания последующих назывался просто «Город грехов» (англ. Sin City).

## История публикаций
Впервые сюжет был издан под названием «Город грехов» в апреле 1991 года в серии Dark Horse 5th Anniversary Special по частям и продолжен в мае 1991 — июне 1992 в номерах 51-62 антологии Dark Horse Presents. Перепечатан как «Город Грехов (Трудное прощание)» в январе 1993 году.
В 2001 году роман выпущен в твёрдой обложке как графический роман.
В 2005 году к премьере фильма по комиксу роман был переиздан в меньшем формате с обложкой в стилистике фильма, разработанной дизайнером Чипом Киддом.
В России впервые комикс был издан издательством «Амфора» в 2005 году к премьере фильма по комиксу. Автором перевода выступил Дмитрий Пучков, известный под псевдонимом Goblin. Издание имело кинообложку (кадр из фильма с Микки Рурком в роли Марва), на которой отсутствовало название «Трудное прощание», только «Город грехов».
Роман был переиздан в 2013 году с тем же переводом, но с новой обложкой.

## Сюжет
Громила Марв знакомится с невероятно красивой девушкой по имени Голди. Они проводят ночь вместе, но на утро Марв находит Голди мёртвой. И теперь Марв пойдёт по трупам, чтобы узнать, кто убил единственную девушку, которая была добра к нему.

## Критика
Фрэнк Миллер получил за комикс ряд наград премии Эйснера:
- Номинации
  - «Лучший отдельный выпуск или история» в 1992 году.[1]
  - «Лучший писатель/художник или команда писатель/художник» в 1992 году.[1]
  - «Лучший художник» в 1992 году.[1]
  - «Лучший писатель» в 1993 году.[2]
  - «Лучшая сериализированная история» в 1993 году.[2]
- Победы
  - «Лучший графический альбом: перепечатка» (современный материал) в 1993 году.[2]
  - «Лучший Пенсиллер/Инкер, черно-белая публикация» в 1993 году.[2]
  - «Лучший писатель/художник» в 1993 году.[2]

## Экранизация
Сюжет комикса стал основой для одной из трёх новелл фильма «Город грехов».
Микки Рурк сыграл Марва, Джейми Кинг — Голди и Венди, Рутгер Хауэр — Кардинала Рорка, Элайджа Вуд — Кевина Рорка.